# Pride of Lions
I Pride of Lions sono un gruppo AOR fondato nel 2003 da Jim Peterik, tastierista dei Survivor.
Altro elemento di spicco del gruppo è il cantante Toby Hitchcock.
Sono attualmente sotto contratto con la Frontiers Records, con 4 album e 1 dvd all'attivo.

## Formazione
- Toby Hitchcock - voce
- Jim Peterik - voce, chitarra, tastiere
- Mike Aquino - chitarra
- Klem Hayes - basso
- Christian Cullen - tastiere
- Ed Breckenfeld - batteria

## Discografia

### Album
- 2003 - Pride of Lions
- 2004 - The Destiny Stone
- 2007 - The Roaring of Dreams
- 2012 - Immortal
- 2012-2017 - Fearless

### Live
- 2006 - Live in Belgium

## Videografia

### DVD
- 2006 - Live in Belgium